# ヘルムート・フォン・パンヴィッツ
ヘルムート・フォン・パンヴィッツ (Helmuth von Pannwitz、1898年10月14日 – 1947年1月16日) は、第一次世界大戦および第二次世界大戦のドイツ軍人。騎兵科。第二次世界大戦では国防軍中将・第15SSコサック騎兵軍団長を務めた。戦後、1947年にモスクワで戦争犯罪の廉で処刑された。1996年4月に軍事検察官によって名誉回復がなされたが、2001年6月に名誉回復が取り消された。

## 前半生
パンヴィッツはプロイセン王国の貴族の家系で、シレジアにあった父の所領ボトザノヴィッツ (現在のポーランド領ボドザノヴィチェ) に生まれた。彼の生地は現在はポーランド領であるが、当時は独露国境地帯であった。彼の家系はラウジッツのパンヴィッツ村に起源を持ち、14世紀から16世紀にかけてはグラッツの城伯であった。
12歳でリークニッツ近郊ヴァールシュタットのプロイセン王国士官学校に入学し、その後リヒターフェルデの士官学校本校に移った。第一次世界大戦の勃発前であったが、彼はロシア帝国との国境の町で催されたコサックの演示に強い興味を抱いた。
士官候補生であったときに第一次世界大戦が勃発し、彼は義勇兵としてドイツ帝国陸軍第1槍騎兵連隊に配属された。当時16歳の彼は中尉に任官され、戦闘における勇敢さから同年中には2級鉄十字章を受章 (後には1級鉄十字章も受章) した。戦後すぐにドイツ義勇軍に参加し、シレジアでのポーランド分離主義者らとの抗争やカップ一揆に参加した。ブレスラウで社会民主主義者ベルンハルト・ショートレンダー(de:Bernhard Schottländer)を殺害した容疑で指名手配されたためポーランドに逃亡した。偽名を使って黒い国防軍のリーダーとなり、多数の裏切り者殺しに関与したが、キュストリン一揆が失敗すると再びポーランドに逃亡した。ハンガリーに1年潜伏した後、1926年にポーランドに戻り、ワルシャワ近郊のムウォフフにあったラジヴィウ公爵夫人の屋敷の農場管理人として生活していた。
1931年に恩赦が与えられるとパンヴィッツはドイツに帰国し、1935年には騎兵大尉としてドイツ陸軍に復帰、アンゲルブルクの第2騎兵大隊長となった。1938年にはオーストリア併合に伴ってオーストリアに移り、少佐に昇進の上でウィーン近郊のシュトッケラウで編成された第11騎兵連隊第2大隊長となった。第二次世界大戦が開戦すると、彼は第45歩兵師団第45偵察大隊長としてポーランドおよびフランスに転戦した。

## 第二次世界大戦
パンヴィッツは第二次世界大戦でも再び活躍し、再度鉄十字章を受章して略章を得た他、1941年9月には騎士鉄十字章を受章した。さらにその約1年後にスターリングラード攻防戦で南方軍集団に参加していた際に卓越した指揮能力を賞して柏葉が加えられた。
パンヴィッツは親独的なコサックを組織して1943年4月21日にコサック騎兵旅団を編成した。部隊はウクライナとベラルーシで対パルチザン戦闘に従事した後、ユーゴスラビアに移動してパルチザンと戦った。セルビアとクロアチアではパンヴィッツ指揮下のコサック兵らは民間人に対する性的暴行や理不尽な処刑に走った。これはパンヴィッツの目にも常軌を逸した物に映り、彼はこれらの残虐行為は規律を乱し軍事的成功を遠ざけるものとして、1943年10月20日にこういった行為を行った者は死刑に処す、という命令を発した。
1943年1月15日にベルリンでパンヴィッツの柏葉付騎士鉄十字章授与式が開催されたが、このとき彼はヒトラーに対して、スラブ人は劣等人種であるとするナチスの公式見解は、戦略的見地からはまったく誤っている、と発言した。
1944年夏には旅団が師団規模に改組され、第1コサック師団と第2コサック騎兵師団となった。さらに1945年2月25日には、各師団が統合されて第15SSコサック騎兵軍団となった。
パンヴィッツは部下のコサック兵たちの習慣やロシア正教の信仰を尊重したためコサック兵たちの信望が厚かった。終戦前には、彼はフェルトアタマン (コサックにおける最高位で、本来はツァーリから授けられるもの) に推戴された。
終戦直前には武装親衛隊がドイツ軍におけるすべての外国人部隊を統括していた。帝国戦争博物館のヒムラー・ファイルには、1944年8月26日にヒムラーとパンヴィッツ、彼の部下 H.-J.シュルツ大佐の会談の記録が残っている。この中で、コサック師団はコサック軍団に改組され、交代および補給についてのみ親衛隊の管理下に置かれることが合意された。しかし、1945年2月1日には合意に反してコサック軍団は武装親衛隊に移管された。パンヴィッツは親衛隊への編入を断固拒否したにもかかわらず、コサック師団は公式に武装親衛隊の一部隊として編入されてしまった。

## 戦後
パンヴィッツは1945年5月11日にオーストリアのケルンテン州フェルカーマルクト近郊でイギリス第8軍第5軍団の捕虜となった。彼は部下らがパルチザンやソ連軍からの報復を受けないで済むよう、西側連合軍の捕虜になれるようにとイギリス軍に投降したのだが、既に5月中旬にはコサック兵ら「ソ連から逃亡したソ連市民」はソ連に引き渡されることが決まっていた。
パンヴィッツはドイツ国民であり、ヤルタ会談での取り決めによればソ連に送還されないはずであった。しかし、5月26日に彼は指揮権を剥奪された上、逮捕拘禁された。コサック兵の中には戦中に亡命して既にソ連市民でない者もいたが、イギリス軍はそういった者もお構いなしにトラックに乗せ、ソ連やパルチザンに引き渡していった。脱走するものも多数いたが、パンヴィッツ以下ドイツ士官はコサック兵らと運命を共にすることを選び、ユーデンブルクでソ連当局に投降した。

## 処刑
パンヴィッツはソ連軍事法廷において戦争犯罪で有罪とされ、1947年1月16日にモスクワで処刑された。

## 名誉回復
約50年後の1996年4月23日、パンヴィッツの遺族は彼の名誉回復を願い出た。高等軍事検察官はパンヴィッツをスターリン時代の抑圧の被害者と認定し、名誉回復を決定した。しかし、名誉回復手続の管轄権が裁判で争われた結果、2001年6月28日に名誉回復の決定は取り消され、パンヴィッツは再び戦争犯罪者の汚名を被ることとなった。

## 受賞歴
- 鉄十字章(1914年)
  - 2級 (1915年9月16日)[9]
  - 1級 (1917年1月27日)
- 戦傷章 (1914年)
  - 黒章
- 名誉十字章 (1934年12月20日)
- ドイツ国防軍勤続章
- 鉄十字章略章（1939年）
  - 2級 (1939年9月23日)
  - 1級（1939年10月5月)
- 一般突撃章 (1941年7月18日)
- 1941年/1942年東部戦線冬季戦記章
- ミハイ勇敢公勲章
  - 3級（1943年5月7日)
- ズヴォニミール王王冠勲章剣・星付章
- 騎士鉄十字章
  - 騎士鉄十字章：1941年9月4日、第45歩兵師団第45偵察大隊長、中佐 (467人目)[10][11]
  - 柏葉付き騎士鉄十字章：1942年12月23日、フォン・パンヴィッツ騎兵戦闘団長、大佐 (167人目)[12]

### 引用
1. 1 2 3 4 5  Menges, Franz (2001年). “Hellmuth von Pannwitz” (German). Neue Deutsche Biographie. pp. 34–35. 2016年1月12日閲覧。
2. ↑  Tomasevich 2001, p. 306.
3. ↑  War diary 1st Cossack Division, National Archives Microcopy No T-315, Roll 2281, Washington 1965
4. ↑  Newland 1991, p. 108.
5. ↑  Tomasevich 2001, p. 305.
6. ↑  Newland 1991, p. 164.
7. ↑  Newland 1991, p. 145.
8. ↑  Müller, Klaus-Dieter; Schaarschmidt, Thomas; Schmeitzner, Mike; Weigelt, Andreas (2015). Todesurteile sowjetischer Militärtribunale gegen Deutsche (1944 - 1947) : eine historisch-biographische Studie. Göttingen: Vandenhoeck & Ruprecht. p. 280. ISBN 9783525369685
9. ↑  Thomas 1998, p. 141.
10. ↑  Scherzer 2007, p. 582.
11. ↑  Fellgiebel 2000, p. 333.
12. ↑  Fellgiebel 2000, p. 64.

## 関連書籍
- Mitchell, Ian (1997). The cost of a reputation : Aldington versus Tolstoy : the causes, course and consequences of the notorious libel case. Lagavulin, Isle of Islay: Tropical Books. ISBN 0953158101
- Tolstoy, Nikolai (2013). Victims of Yalta. New York, NY: Open Road Integrated Media. ISBN 9781453249369